# Ħ
Der Buchstabe Ħ bzw. klein ħ (h quer), ein H/h mit Querstrich, ist ein Buchstabe des maltesischen Alphabets. Er steht für einen stimmlosen, ursprünglich pharyngalen Frikativ [⁠ħ⁠] und entspricht dem klassisch-arabischen ح. Im modernen Maltesisch wird der Buchstabe, wenn er allein steht, wie ein velarer Frikativ [⁠x⁠] ausgesprochen; außerdem tritt er im Digraphen „għ“ bzw. „Għ“ auf.
In der Physik steht das gleichnamige Zeichen „ℏ“ (U+210F) für die reduzierte Planck-Konstante, während die Planck-Konstante durch ein {\displaystyle h} bezeichnet wird: {\textstyle \hbar ={\frac {h}{2\pi }}}.

## Darstellung auf dem Computer

### ISO 8859
In den Codierungen der ISO-8859-Familie kommt das Ħ nur in ISO 8859-3 vor. Der Großbuchstabe Ħ hat die Position A1 und der Kleinbuchstabe ħ die Position B1.

### ISO 6937
In  ISO 6937 hat der Großbuchstabe die Position E4 und der Kleinbuchstabe die Position F4.

### Unicode
Die Unicode-Codierung ist U+0126 für den Großbuchstaben „Ħ“ und U+0127 für den Kleinbuchstaben „ħ“. Zusätzlich gibt es im Unicodeblock Buchstabenähnliche Symbole das Zeichen U+210F für die reduzierte Planck-Konstante.

### TeX und LaTeX
Der maltesische Buchstabe Ħ ist nicht in Standard-TeX und -LaTeX enthalten. Mit den fc-Schriften erhält man ihn durch die Makros \B{H} für das große „Ħ“ und \B{h} für das kleine „ħ“.
Das TeX-Makro für die reduzierte Planck-Konstante „ℏ“ lautet \hbar und ist nur im mathematischen Modus von TeX erreichbar. Es gehört zum Standard-Umfang von TeX. Mit den AMS-Symbolen ist eine bessere Darstellung (durch ein eigenes Schriftzeichen) möglich.

### HTML
Die benannten HTML-Zeichenentitäten lauten &Hstrok; für das große Ħ und &hstrok; für das kleine ħ. Alternativ ist die Darstellung über die Unicode-Nummerierung möglich: für die maltesischen Buchstaben &#x126; und &#x127; bzw. in dezimaler Darstellung &#294; und &#295;, und für die reduzierte Planck-Konstante &#x210f; bzw. &#8463;.